# Die Zeit mit Dir
Die Zeit mit Dir ist ein deutsches Zeitmelodram aus dem Jahre 1948 des Drehbuchautors Georg Hurdalek, dessen erste Filmregie dies war. Die Hauptrollen spielen Eva-Ingeborg Scholz, Heinz Klingenberg und Gisela Trowe. In Österreich lief der Film unter dem Titel Ein Vorstadtmädel.

## Handlung
Konrad Berger, ein Mann mittleren Alters, ist als gebrochener Mann aus der Kriegsgefangenschaft heimgekehrt. Der Bauunternehmer hat überdies auch noch den frühen Tod seiner Ehefrau zu verkraften und steht nun mit seinen beiden Söhnen Friedel und Rolf allein da. Um die beiden Kinder und den Haushalt kümmert sich rührend die noch sehr junge Vertriebene Johanna, die, mit 18 Jahren fast noch ein Mädchen, vorübergehend eine Unterkunft in einer Wäscherei am Rande der Stadt gefunden hat. Johanna beginnt nach Kräften, dem Bauunternehmer wieder Mut zu machen, sodass dieser neuen Lebensmut findet und mit Optimismus in die Zukunft blicken kann. Als Berger seine beiden Kinder weggeben möchte, weil er sich emotional überfordert fühlt, ist Johanna sogar bereit, den sehr viel älteren Mann zu heiraten, damit durch diesen selbstlosen Akt endlich wieder eine richtige Familie hergestellt werden kann und die Kinder ihren leiblichen Vater behalten. Berger lässt sich auf Johannas großzügigen Vorschlag ein.
Doch nicht nur Johanna hat ein Auge auf den Bauunternehmer geworfen, auch die lebenslustige Modistin Hilde Streuber würde sich nur allzu gern Konrad Berger angeln, ist er doch eine „gute Partie“. Noch ist sie jedoch die Lebensgefährtin von Ewald, einem Mann mittleren Alters, mit dem sie eigentlich nach Brasilien auswandern wollte. Doch da Berger ein guter Fang zu sein scheint und dieser Hilde gegenüber durchaus nicht abgeneigt ist, lässt sich Hilde auf das romantische Abenteuer mit Konrad ein. Als Ewald die benötigten Dokumente für Brasilien schließlich zusammenhat, entscheidet sich Hilde nun doch wieder für ihren alten Schwarm und lässt Berger allein zurück. Der erkennt endlich, was er an Johanna hat, und bittet sie um Verzeihung. Die junge Frau vergibt ihm, und aus der Vernunftsehe wird schließlich sogar eine Liebesheirat.

## Produktionsnotizen
Die Zeit mit Dir entstand in den Studios von München-Geiselgasteig sowie in München und Umgebung (Außenaufnahmen) und wurde am 23. Dezember 1948 in Hamburg uraufgeführt. Die Berliner Premiere fand im Westen am 2. Juni 1949 statt, die im Osten im März 1950.
Georg Richter übernahm die Produktionsleitung. Gerhard Ladner gestaltete die Filmbauten, Otto Reinwald war Aufnahmeleiter.
Die im Dritten Reich als Kabarettistin arbeitende und von den Nationalsozialisten verfolgte Isa Vermehren beendete mit diesem Film ihre Schauspielkarriere und widmete sich fortan ihrer Arbeit als katholische Ordensschwester.
Die Zeit mit Dir war deutscher Beitrag bei den IV. Internationalen Filmfestspielen von Locarno (8. bis 17. Juli 1949).
Diese Produktion war ein so genannter Austauschfilm Westdeutschland/Mitteldeutschland.

## Kritiken
Paul Hühnerfeld schrieb anlässlich der Hamburger Premiere in der Zeit: „Wer glaubte, den Tiefpunkt des deutschen Films mit ‚Finale‘ hinter sich gebracht zu haben, wurde durch die Erstaufführung des ‚Camerafilms‘ ‚Die Zeit mit Dir‘ … eines Besseren belehrt. Denn was hier dem Besucher an Sentimentalität und Kitsch zugemutet wird, kann den Ruhm für sich in Anspruch nehmen, in der neuen deutschen Filmproduktion zumindest noch nichts überboten worden zu sein. Die Geschichte … ist an sich schon trivial. Aber sie bietet dennoch keinen Grund, zwei Stunden pausenlos mit Banalitäten, unterbrochen nur durch verlogene Idylle und Phrasen, zu operieren. Das alles geschieht mit einem Aufgebot glänzender Schauspieler… Das alles geschieht mit einem Aufwand einer Menge wertvollen Rohstoffs, Beleuchtung, Kostüme und Bauten. Es sieht wirklich so aus, als ob der deutschen Produktion jegliche Beschränkung fremd wäre, so daß sie sich einen solchen Film … leisten könnte.“

„Dünnblütiger Film mit durchschnittlichen Leistungen.“